# 15-я бригада оперативного назначения НГ (Украина)
15-я бригада оперативного назначения имени Героя Украины лейтенанта Богдана Завады — соединение Национальной гвардии Украины численностью в бригаду, в составе Южного оперативно-территориального объединения НГУ. Дислоцируется в городе Запорожье. В ходе кампании «Гвардия наступления» получила название «Кара-Даг» в честь одноименной горы в Крыму. Бригаде присвоено имя Героя Украины лейтенанта Богдана Завады.

## История

### Российско-украинская война (с 2014)
С 1 августа 2014 года после восстановления Национальной гвардии Украины 9-й полк специального назначения Внутренних войск «Гепард» реорганизован в 9-й полк оперативного назначения Южного оперативно-территориального объединения Национальной гвардии Украины . Количество личного состава составляло — Более 1 800 человек.
С 19 февраля 2016 года, в соответствии с Указом Президента Украины «О шефской помощи военным частям Вооруженных Сил Украины, Национальной гвардии Украины и Государственной пограничной службы Украины», руководители территорий Запорожской области и запорожские власти занимаются одиннадцатью воинскими частями, дислоцированными в регионе числе и 9-й полк оперативного назначения .
20 октября 2016 года в военном городке 9-го полка оперативного назначения открыли памятник погибшим военнослужащим НГУ .
31 октября 2019 года исполнилось 25-летие основанию воинской части 3029 .
25 марта 2020 полку присвоено имя Героя Украины лейтенанта Богдана Завады .
23 августа 2020 года, в День Государственного флага Украины, полку было вручено Боевое знамя и ленту к нему .
21 сентября 2020 года на территории воинской части 3029 торжественно открыли мемориальную доску Герою Украины Богдану Завады и освятили новую церковь в честь святого Иоанна воина .
В августе 2021 года 9-й полк оперативного назначения имени Героя Украины лейтенанта Богдана Завады Национальной гвардии Украины получил свои нарукавные знаки. Новые шевроны для повседневной и полевой формы одежды выполнены в оливковом цвете. Посреди шеврона расположен круг темно-зеленого цвета с символикой города, где дислоцируется воинская часть. В современном гербе Запорожья изображены перекрещенные золотые казацкие мушкеты. Нижняя часть содержит изображение лука с перевернутыми стрелами, а сам щит обрамлен золотым картушем.

### Российское вторжение
24 февраля 2022 г. с момента полномасштабного вторжения бригада принимала участие в обороне населенных пунктов Мелитополь, Молочанск, Токмак, Каменское, Малая Токмачка. Своевременное прибытие подразделений полка в район выполнения боевых задач 24-27 февраля 2022 позволило остановить наступление превосходящих сил врага на направлениях Васильевка — Запорожье и Токмак — Орехов .
26 февраля 2022 года личный состав взводного опорного пункта на южной окраине города Молочанска вступил в бой с превосходящими силами россиян, в результате чего был уничтожен передовой дозор, 2 БТР с экипажами и пехота, повреждены и выведены из строя 2 танка противника, силы северная окраина города. При попытке противника совершить прорыв через мост на юго-западной окраине города Токмак уничтожено 3 танка противника. Благодаря применению современных методов ведения боя личным составом бригады по подтвержденной информации уничтожены 6 вражеских воздушных судов (4 самолёта СУ-25, 2 вертолёта К-52), 2 БПЛА, 1 ракета, а также бронированная техника и живая сила противника .
27 октября 2022 года полк отмечен почетным знаком «За мужество и отвагу» .
15 января 2023 года 9-й полк был реорганизован в 15-ю бригаду оперативного назначения .
В феврале 2023 года в МВД Украины объявили о создании восьми новых штурмовых бригад на базе Нацгвардии, Госпогранслужбы и полиции в рамках кампании «Гвардия наступления» . 15-я бригада получила название «Кара-Даг» .
14 июля 2023 года, по данным полковника НГУ Николая Уршаловича, подразделения 15-й бригады оперативного назначения «Кара-Даг» во взаимодействии с подразделениями ВСУ продвинулись на Мелитопольском направлении при поддержке танков более чем на 1 700 метров к югу и юго-востоку .
30 августа 2024 года бригада была переброшена из Запорожской области в Покровский район с целью сдерживания Российского наступления на город и его окрестности.
Бригада обороняла Селидово, и на время смогла затормозить наступление российских войск в городе.

### Годовщина основания
К 2020 году военная часть 3029 праздновала День части — 31 октября . Это было установлено приказом МВД Украины 327 от 20 мая 1996 года днем части
В 2020 году годовщина основания воинской части изменена на 1 июня .

### Лозунг
В 2023 году бригада получила лозунг «Поднимем флаг над Крымом».

## Структура
- управление полка
- 1-й батальон оперативного назначения
- 2-й батальон оперативного назначения
- самоходный артиллерийский дивизион
- противотанковая артиллерийская батарея, 2016 год[19]
- стрелковая рота (резервная), 2016 год[19]
- танковая рота[20]
- рота разведки специального назначения
- зенитно-ракетная артиллерийская батарея
- рота связи
- ремонтная рота
- рота материально-технического обеспечения
- рота боевого обеспечения
- медицинский пункт
- оркестр

## Командование
| Годы        | Военное звание | Руководители                 |
| ----------- | -------------- | ---------------------------- |
| 2014 — 2018 | полковник      | Хоменко Александр Васильевич |
| 2018 — 2021 | полковник      | Беляев Андрей Николаевич     |
| 2021 — 2022 | полковник      | Сердюк Сергей Юрьевич        |
| 2023 — 2024 | полковник      | Власенко Дмитрий Анатольевич |
| с 2024      | полковник      | Иван Бондаренко              |

## Потери

### 2014
- Завада Богдан Алексеевич (26.06.1979—16.07.2014) — лейтенант, командир роты[22][23] .
- Якушин Иван Иванович (17.08.1982—17.07.2014) — майор, офицер группы боевой и специальной подготовки.
- Юхимец Игорь Николаевич (11.06.1959—28.10.2014) — старший лейтенант, командир зенитной батареи.

### 2022
- Титов Сергей Владимирович (09.07.1990-10.05.2022) — старший солдат, погиб в боях за Орехов .

### 2023
- Тарасов Иван Александрович — младший сержант, командир боевой группы, погиб 4 августа 2023 во время боевых действий между сел Вербовое и Работино
- Простяков Радислав Яковлевич (1998—2023) — старший солдат, погиб 26 октября 2023 возле села Малая Токмачка Запорожской области.

### 2024
- Татарин Петр Николаевич (03.07.2002-22.02.2024) — младший сержант[24]
- Дубук Игорь (23.03.1982-06.06.2024) — военнослужащий в/ч 3029[25]
- Юрий Шевчук, 33 года. Погиб 18 августа 2024 года[26] .